# Butanoate d'hexyle
Le butanoate d'hexyle est l'ester de l'acide butanoïque et du hexanol utilisé comme arôme dans l'industrie alimentaire et la parfumerie. Il possède une forte odeur fruitée et est présent dans plusieurs fruits et baies. C'est un important constituant d'arômes fruités.